# Pachliopta
Pachliopta is een geslacht van vlinders in de familie van de pages (Papilionidae).

## Soorten
- Pachliopta adamas (Zinken, 1831)
- Pachliopta antiphus (Fabricius, 1793)
- Pachliopta aristolochiae (Fabricius, 1775)
- Pachliopta atropos (Staudinger, 1888)
- Pachliopta hector (Linnaeus, 1758)
- Pachliopta jophon (Gray, 1853)
- Pachliopta kotzebuea (Eschscholtz, 1821)
- Pachliopta leytensis (Murayama, 1978)
- Pachliopta liris (Godart, 1819)
- Pachliopta mariae (Semper, 1878)
- Pachliopta oreon (Doherty, 1891)
- Pachliopta pandiyana (Moore, 1881)
- Pachliopta phegeus (Hopffer, 1866)
- Pachliopta phlegon (C. & R. Felder, 1864)
- Pachliopta polydorus (Linnaeus, 1763)
- Pachliopta polyphontes (Boisduval, 1836)
- Pachliopta schadenbergi (Semper, 1891)
- Pachliopta strandi (Bryk, 1930)